# Jahan Talishinskaya
Jahan Talishinskaya (en azerí: Cahan Talişinskaya; Lankaran, 9 de febrero de 1909-Bakú, 1 de marzo de 1967) fue una cantante de mugam, actriz de teatro de Azerbaiyán, Artista de Honor de la RSS de Azerbaiyán.

## Biografía
Jahan Talishinskaya nació el 9 de febrero de 1909 en Lankaran. Ella fue sobrina del general de la artillería y ministro de Defensa de la República Democrática de Azerbaiyán, Samad bey Mehmandarov. En 1918 su familia se mudó a Bakú. Ingresó en el seminario de niñas de Azerbaiyán. También podía tocar el piano y tar. En 1934 fue solista de la Filarmónica Estatal de Azerbaiyán. En 1936 realizó giras por Moscú, San Petersburgo y Kiev. En 1940 recibió el título “Artista de Honor de la RSS de Azerbaiyán”. 
Jahan Talishinskaya murió el 1 de marzo de 1967 en Bakú.

## Premios y títulos
- Artista de Honor de la RSS de Azerbaiyán (1940)